# 諾曼·布魯克斯

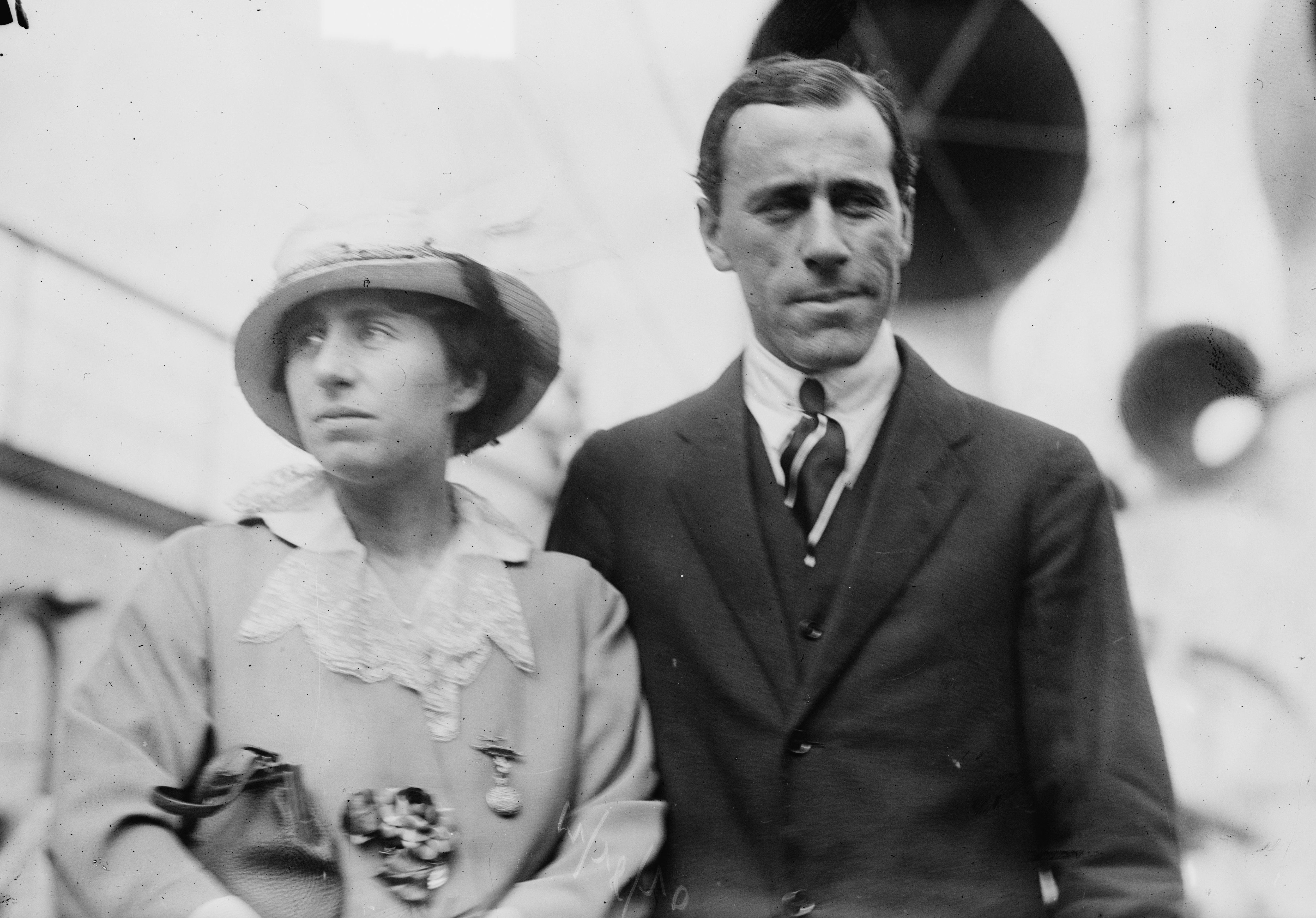
布魯克斯及其妻子梅布爾，攝于1914年

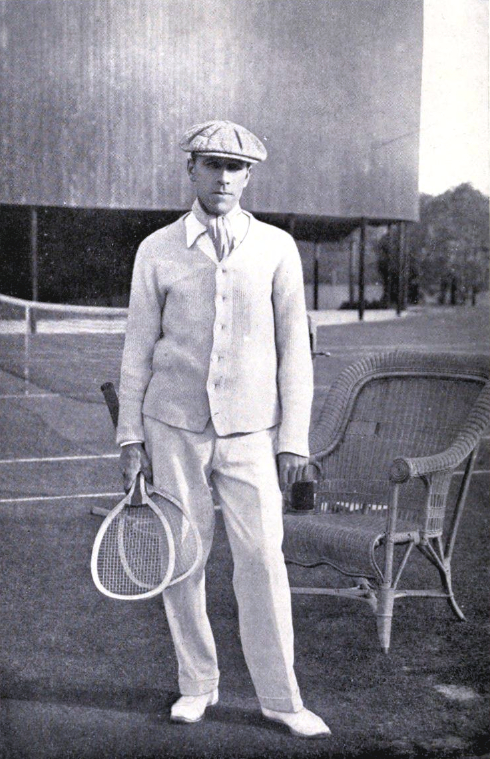
諾曼·布魯克斯

諾曼·埃弗拉·布魯克斯爵士（英語：Sir Norman Everard Brookes，1877年11月14日—1968年9月28日）是一位前澳大利亞男子網球運動員。布魯克斯曾是世界排名第一的男子網球選手，並擔任過澳洲網球協會主席。在他的職業生涯中拿過三個大滿貫賽男子單打冠軍，分別是1907年及1914年獲得溫布頓網球錦標賽冠軍，以及1911年在澳洲網球公開賽奪冠。布魯克斯也曾是台維斯盃澳洲隊的成員，與隊友6度獲得冠軍。澳洲網球公開賽的男子單打冠軍獎盃為紀念他而命名為「諾曼·布魯克斯挑戰杯」。

## 傳記
布魯克斯出生於墨爾本，其父親威廉·布魯克斯是英國移民，在本迪戈地區挖金礦而致富，兩個哥哥赫伯特·布魯克斯及哈洛德·布魯克斯均是成功的商人。布魯克斯在墨爾本文法學校接受私人教育，離校後在其父親擔任經理的澳洲造紙廠成為書記，並在該處工作八年。
1911年4月19日，布魯克斯與哈利·埃默頓律師的20歲女兒梅布爾·巴爾科姆·埃默頓在墨爾本的聖保羅大教堂結婚，梅布爾於婚後改名梅布爾·布魯克斯，兩人育有三名女兒。
在第一次世界大戰時，布魯克斯加入澳大利亞紅十字會，於埃及服役。戰後回到澳洲，1968年逝世於維多利亞州南亞拉。

## 網球生涯
青年時代，布魯克斯經常在位於墨爾本皇后路（Queens Road）家族大廈的球場，及鄰近的洛恩街（Lorne St）球場打球，他接受威尔伯福斯·伊夫斯的指導並研究優秀球員的擊球及戰術。
布魯克斯是第一個在温布尔登网球锦标赛奪得男單冠軍的非英國籍左撇子選手。他一共奪得兩次冠軍，分別在1907年及1914年，他也在那兩年與紐西蘭搭檔安东尼·怀尔丁拿下男子雙打冠軍。布魯克斯也是創建澳洲網球公開賽（在1927年之前稱為澳洲網球錦標賽）的關鍵人物之一，並在1911年獲得冠軍。在1900年代，布魯克斯被視為世界排名第一的男子網球選手。
在1905年至1920年之間，布魯克斯為澳洲/紐西蘭聯隊及台維斯杯澳洲代表隊共打了39場比賽。
1914年5月，他在瑟比頓舉辦的薩里草地網球錦標賽（Surrey Lawn Championships）決賽中，以五盤大戰擊敗戈登·洛，奪得單打冠軍。
布魯克斯是開發庫揚體育場作為網球中心的關鍵。他在1926年成為澳洲網球協會的第一任主席，並且在接下來29年一直擔任這項職務，直到1955年6月退休。

## 澳式足球生涯
布魯克斯年輕時也是澳式足球的運動員，特別是在墨爾本文法學校時期。直到2016年都傳說他曾在1898年為聖基爾達足球俱樂部打過兩場澳大利亞澳式足球聯盟比賽，後來證實出場比賽的是布魯克斯的哥哥哈洛德·布魯克斯。

## 榮耀
- 1939年，諾曼·布魯克斯由於「認可其在公共領域的服務」受封為下級勳位爵士[10]，而其夫人梅布爾·布魯克斯（1933年已獲頒大英帝國勳章，受封為CBE）由於在慈善及社會事業的工作而於1955年受封為女爵士（DBE）。
- 為了紀念布魯克斯，澳洲網球公開賽的男子單打冠軍獎盃命名為「諾曼·布魯克斯挑戰杯」[11]。
- 布魯克斯在1977年獲得推薦進入國際網球名人堂[11]。
- 1981年，澳大利亞郵政為了紀念布魯克斯，採用插畫家托尼·拉蒂（英语：Tony Rafty）繪製的布魯克斯肖像畫製作了澳洲郵票[12]。

## 大滿貫決賽戰績

### 單打：5次（3座冠軍，2次亞軍）
| 年份 | 賽事 | 場地 | 結果 | 對手            | 比分          | 參考   |
| ---- | ---- | ---- | ---- | --------------- | ------------- | ------ |
| 1905 | 溫網 | 草地 | 亞軍 | 勞倫斯·多爾帝   | 6–8, 2–6, 4–6 | [ 13 ] |
| 1907 | 溫網 | 草地 | 冠軍 | 亞瑟·高爾       | 6–4, 6–2, 6–2 | [ 13 ] |
| 1911 | 澳網 | 草地 | 冠軍 | 赫拉斯·賴斯     | 6–1, 6–2, 6–3 | [ 14 ] |
| 1914 | 溫網 | 草地 | 冠軍 | 安东尼·怀尔丁   | 6–4, 6–4, 7–5 | [ 13 ] |
| 1919 | 溫網 | 草地 | 亞軍 | 杰拉尔德·帕特森 | 3–6, 5–7, 2–6 | [ 13 ] |

### 雙打：5次（4座冠軍，1次亞軍）
| 年份 | 賽事 | 場地 | 結果 | 隊友                        | 對手                                      | 比分                    | 參考   |
| ---- | ---- | ---- | ---- | --------------------------- | ----------------------------------------- | ----------------------- | ------ |
| 1907 | 溫網 | 草地 | 冠軍 | 安东尼·怀尔丁               | 卡尔·贝尔 比尔斯·赖特                     | 6–4, 6–4, 6–2           | [ 15 ] |
| 1911 | 澳網 | 草地 | 亞軍 | 約翰·艾迪生（John Addison） | 罗德尼·希思 蘭多夫·莉錫特                 | 2–6, 5–7, 0–6           | [ 16 ] |
| 1914 | 溫網 | 草地 | 冠軍 | 安东尼·怀尔丁               | 赫爾伯特·羅普耳·巴瑞特 查爾斯·派西·狄克森 | 6–1, 6–1, 5–7, 8–6      | [ 15 ] |
| 1919 | 美網 | 草地 | 冠軍 | 杰拉尔德·帕特森             | 文森特·理查兹 比尔·蒂尔登                 | 8–6, 6–3, 4–6, 4–6, 6–2 | [ 17 ] |
| 1924 | 澳網 | 草地 | 冠軍 | 詹姆斯·安德森               | 帕特·奧哈拉·伍德 杰拉尔德·帕特森          | 6–2, 6–4, 6–3           | [ 16 ] |

## 延伸閱讀
- Naughton, Richard. . Docklands, Vic.: The Slattery Media Group. 2011. ISBN 978-1921778414.
- Brookes, Mabel. . Melbourne: Macmillan. 1974. ISBN 9780333139899. OCLC 1532297.

## 外部連結
- 諾曼·布魯克斯（页面存档备份，存于） 在國際網球名人堂的資料（英文）
- 諾曼·布魯克斯（页面存档备份，存于） 在ATP的資料（英文）
- 諾曼·布魯克斯（页面存档备份，存于） 在台維斯盃的資料（英文）
- 諾曼·布魯克斯（页面存档备份，存于） 在澳洲網球協會的資料（英文）
- 諾曼·布魯克斯（页面存档备份，存于） 在澳洲傳記辭典的資料（英文）
- 諾曼·布魯克斯的官方资料